# Jan Baier
Jan Baier (24. února 1906 – ) byl český fotbalista, útočník.

## Fotbalová kariéra
Hrál za SK Viktoria Žižkov a SK Meteor VIII. V nejvyšší soutěži nastoupil v letech 1925-1931 ve 28 utkáních a dal 6 gólů. V roce 1928 získal s Viktorií Žižkov mistrovský titul.

## Ligová bilance
| Ročník                                       | Zápasy | Góly | Klub               |
| -------------------------------------------- | ------ | ---- | ------------------ |
| Asociační liga 1925                          | 2      | 0    | SK Viktoria Žižkov |
| Kvalifikační soutěž Středočeské 1. ligy 1927 | 3      | 0    | SK Meteor VIII     |
| Středočeská 1. liga 1927/1928                | 9      | 5    | SK Viktoria Žižkov |
| Středočeská 1. liga 1928/1929                | 9      | 0    | SK Viktoria Žižkov |
| 1. asociační liga 1929/1930                  | 2      | 0    | SK Viktoria Žižkov |
| 1. asociační liga 1930/1931                  | 3      | 1    | SK Viktoria Žižkov |
| CELKEM                                       | 28     | 6    |                    |